# 10 Tevet
Le dixième jour du mois de tevet (hébreu : עשרה בטבת Assara BeTevet) est la date du « jeûne du dixième mois » (Zacharie 8,19). C'est l'un des quatre jeûnes prescrits par les prophètes d'Israël pour commémorer la destruction du temple de Salomon par l'armée de Nabuchodonosor II, laquelle est suivie de la conquête du royaume de Juda et de l'exil à Babylone. 
En Israël, il est institué en 1949 « jour du kaddish général » (hébreu : יום הקדיש הכללי Yom hakaddish haklali) pour les victimes de la Shoah dont la date de décès n'est pas connue. Il constitue de ce fait la première tentative, infructueuse, de consacrer un jour pour commémorer le plus grand massacre des Juifs de l'histoire.
Il a lieu en décembre ou en janvier selon les années du calendrier grégorien.

## Le 10tevetdans les sources juives

### Dans la Bible hébraïque
Le prophète Jérémie et le chroniqueur du Livre des Rois rapportent, en termes quasi identiques, qu'après que Sédécias eut fait le mal aux yeux du dieu d’Israël et est entré en révolte contre Babylone : « dans la neuvième année de son règne, le dixième mois et le dixième jour du mois, Nabuchodonosor, roi de Babylone, marcha avec toute son armée contre Jérusalem ; il campa sous ses murs et on éleva des retranchements sur tout son circuit. La ville subit le siège jusqu'à la onzième année du règne de Sédécias. »
Au même moment, Ézéchiel, déjà déporté en Babylonie avec la suite du roi Joaquin dix ans plus tôt, écrit, enjoint par la parole divine : « le nom de ce jour, du jour même où nous sommes [car] le roi de Babylone prend le contact de Jérusalem aujourd'hui même. »
Il compare Jérusalem et ses habitants à une marmite en cuivre remplie de morceaux de viande de choix, brûlant jusqu'à la carbonisation des os, et le récipient lui-même débarrassé de son impureté et de sa crasse. En effet, la « crasse » qui les imprègne ne saurait être éliminée que par la colère divine, exprimée par l'entregent de l'armée babylonienne.
Au cours de la onzième année de règne de Sédécias, un an plus tard, Jérusalem est détruite. Une importante partie de sa population est exilée ou déserte la Judée. Ézéchiel et l'ensemble des Juifs en Babylonie l'apprennent de la bouche de l'un de ceux-ci au 5 tevet de l'année suivante.
Environ un siècle plus tard, la carte politique du Moyen-Orient a changé : l'empire perse de Cyrus II a vaincu Babylone et, autorise les Juifs à revenir à Sion. Zacharie prophétise alors qu'aux temps messianiques, « le jeûne du quatrième mois, le jeûne du cinquième, le jeûne du septième et le jeûne du dixième se changeront pour la maison de Juda en jours d’allégresse et de joie. »

### Dans la littérature rabbinique
Il a été déterminé, à l'issue d'une controverse entre Rabbi Akiva et Rabbi Shimon, que « le jeûne du dixième » désigne bien le 10 tevet, date du début du siège et non le 5 tevet, jour de l'annonce faite à Ézéchiel. De l’emphase placée sur « ce jour » (Ez 24:2), les rabbins déduisent que le jeûne doit être observé le 10 tevet même, quand bien même il aurait lieu le sabbat.
Cependant, la tradition rabbinique ultérieure commémore aussi d'autres évènements qui n'ont pas eu lieu le 10 tevet mais dans les jours qui le précèdent :
- c'est un 8 tevet que la traduction grecque de la Bible hébraïque, la Septante, est achevée[8].
Ce jour est considéré comme un désastre car bien que cette traduction soit le produit d'un miracle (selon le Talmud, les 70 Sages travaillant isolément optent pour la même traduction de passages potentiellement litigieux[9]), la polysémie des termes hébraïques se perd, ainsi que de nombreux enseignements et le sens profond des versets, quelle que soit la qualité de la traduction[10] ;
- le 9 tevet est lui aussi un jour triste, bien que la raison n'en soit, selon le Baal HaTourim et le Choulhan Aroukh, « pas connue[8] ».
Parmi les explications les plus populaires :
  - le 9 tevet serait, selon la plupart des commentateurs de cette assertion, la date du décès d'Ezra le Scribe et, peut-être, de Néhémie[11],
  - le 9 tevet serait, selon certains, la date de naissance de Jésus de Nazareth, ainsi que le confirmerait un calcul astronomique d'Abraham bar Hiyya[12],
  - le 9 tevet serait, selon une autre tradition, la date de décès de Rabbi Shimon HaKalpus (« Simon le séparateur » des juifs et des chrétiens). Celui que l’on connaîtrait plus tard sous le nom de Saint Pierre aurait en fait été, selon le Toledot Yeshou, secrètement envoyé par les Sages auprès des premiers chrétiens afin qu’il instaure des pratiques les distinguant des Juifs tout en continuant à pratiquer « l'authentique judaïsme » en secret[13]. Le silence des rabbins sur la raison du deuil serait par conséquent une forme d'autocensure[14].

## Observance du 10tevetdans le judaïsme rabbinique

### Statut du 10tevet
Les malheurs du 10 tevet sont commémorés (avec ceux des jours qui le précèdent) par l'un des quatre jeûnes publics instaurés par les prophètes.
Ce jeûne a, comme Yom Kippour, pour but d'inciter au repentir. Il est observé de l'aube au crépuscule et il est permis de manger la nuit. 
Il marque un tel deuil qu'il doit être observé par les mariés dans la semaine qui suit leur mariage mais les femmes enceintes ou allaitantes et les malades en sont dispensés.
Le jeûne du 10 tevet a pour particularité d'être observé le jour où il tombe, même un vendredi (tout autre jeûne public est repoussé au dimanche suivant ou avancé au jeudi). Il devrait en être de même si le 10 tevet devait avoir lieu un chabbat mais la conformation du calendrier hébreu rend cette situation impossible, le 10 tevet ne tombe jamais un chabbat (ni un lundi).
Certains représentants des mouvances non-orthodoxes du judaïsme ont contesté la pertinence de ce jeûne, sur base d'une tradition consignée dans les écrits de Moïse Maïmonide qui envisage l'abolition des jeûnes dans un lointain futur utopique. Cette remise en question n'est pas acceptée dans le judaïsme orthodoxe et les courants traditionalistes du judaïsme conservative.

### Liturgie
Le jeûne du 10 tevet, comme jeûne public, donne lieu à une bénédiction particulière aux jours de jeûne, Anenou (« réponds-nous »), intercalée dans la prière lors des offices de prière du matin et de l'après-midi. Dans la prière individuelle, les orants l’incluent dans la bénédiction shome'a tefila (sans hatima). Au cours de la répétition de la prière par l’officiant, celui-ci la récite après la bénédiction goël Israël (avec hatima).
La prière du Tahanoun inclut les selihot, poèmes liturgiques implorant le pardon divin (les rites ashkénaze et sfard ajoutent en outre la récitation de l’Avinou Malkenou). Trois hommes sont appelés pour la lecture de la Torah dans la parasha (section de lecture) vayehal Moshe (Exode 32:11-14 & 34:1-10), dans laquelle Moïse intercède en faveur de son peuple après la faute du Veau d’or.
Lors de l'office de l'après-midi, les rites ashkénaze, sfard, géorgien et italien font suivre cette lecture de la haftara (section de lecture dans les Livres prophétiques) Darshou Hashem (Isaïe 55:7 - 56:8).
Lorsque le jeûne du 10 tevet a lieu un vendredi (comme en 2025), il est rompu à la tombée de la nuit, lorsque les gens rentrent de la synagogue. C'est l’unique occasion où une parasha et une haftara sont lues un vendredi après-midi ; le Tahanoun et l’Avinou Malkenou ne sont cependant pas récités.

## Observance du 10tevetdans le karaïsme
Les Karaïtes, adeptes d'un courant juif scripturaliste (acceptant comme autorité la Bible hébraïque mais non sa tradition orale d'interprétation rabbinique) s'accordent avec le judaïsme rabbinique sur la date du 10 tevet comme jeûne du dixième mois bien que, selon la détermination du calendrier karaïte par observation directe de la nouvelle lune et de la germination du blé, le « dixième jour du dixième mois » n'est pas forcément célébré à la même date (grégorienne) que le 10 tevet du calendrier juif.
Leur liturgie est cependant différente, sans mention des calamités des 8 et 9 tevet car elles n'ont pas de base scripturaire.

## Observance du 10teveten Israël

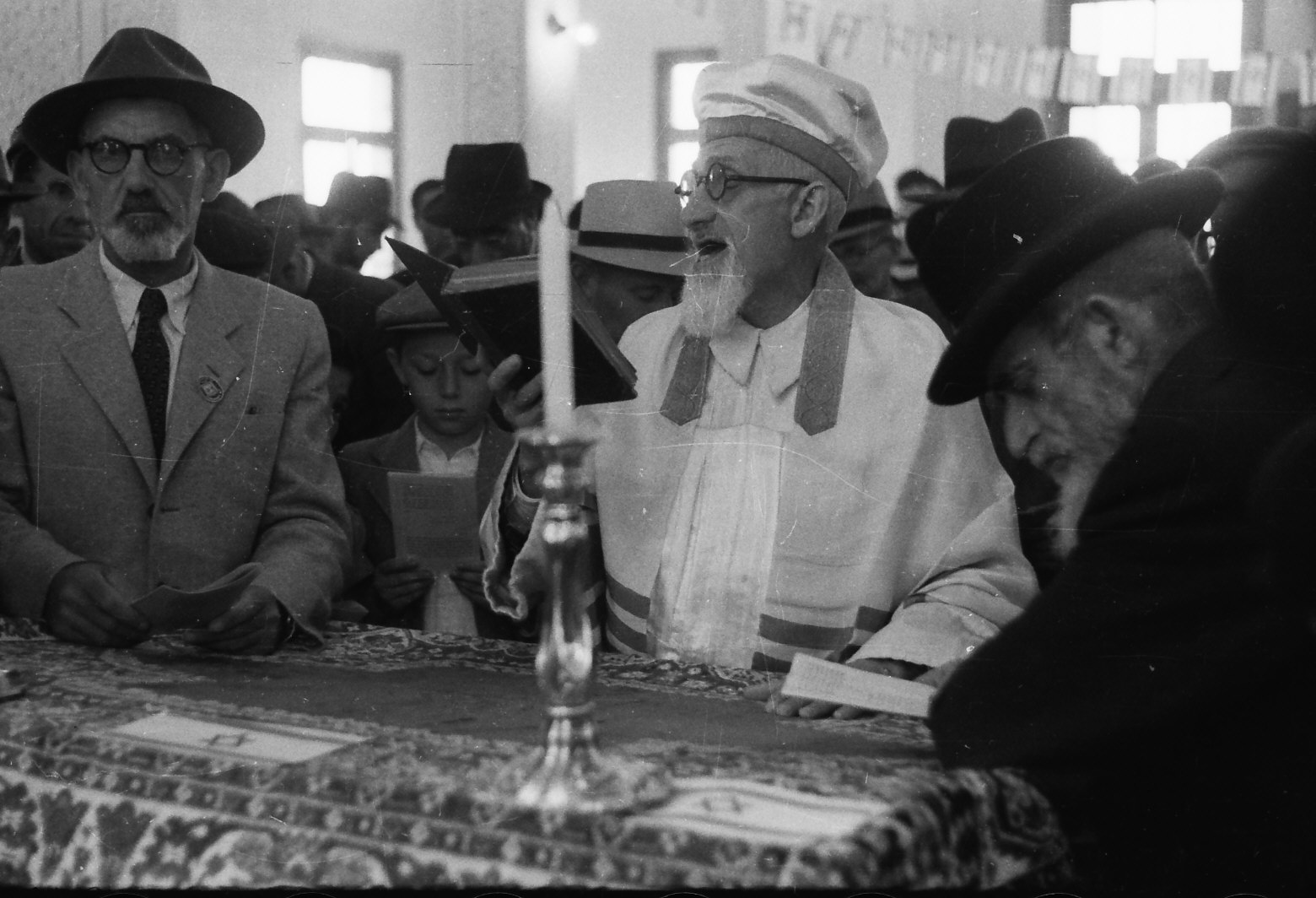
Le rabbin de la communauté bulgare, Abraham Bekhar, allume un cierge à la mémoire des victimes de la Shoah, début des années 1950.

Peu après la déclaration d'indépendance de l'état d'Israël, les grands-rabbins Yitzhak HaLevi Herzog et Ben-Zion Meir Hai Uziel (en) décrètent conjointement le 10 tevet Yom HaKaddish HaKélali (« jour du Kaddish public »), à la mémoire des victimes de la Shoah, dont la date du décès est pour la plupart inconnue,.
Cette date est préférée pour plusieurs raisons par le public religieux au Yom HaShoah (jour de commémoration de la Shoah et du soulèvement du ghetto de Varsovie), institué en 1951 et officialisé en 1959 par le premier ministre David Ben Gourion et le président Yitzhak Ben-Zvi :
- le Yom HaShoah a lieu le 27 nissan et la Loi juive interdit de porter le deuil en nissan[32] ;
- le jeûne du 10 tevet est le plus court de l'année, aisé à observer, même par des personnes fragiles[33] ;
- selon le Grand-Rabbin Yisrael Meir Lau, commémorer la destruction des Juifs d'Europe à la date où les malheurs des Judéens commencent est un symbole d'espoir que ces malheurs s'achèvent[34].

Le jeûne s'accompagne donc en Israël (et dans quelques communautés de la Diaspora) de cérémonies de Yahrzeit (anniversaire de décès), avec récitation du kaddish par les endeuillés ayant perdu un proche dans la Shoah et allumage de nerot haneshama (« bougies pour l'âme »).